# Edificio en calle Sant Nicolau 32 de Alcoy
El edificio en la calle Sant Nicolau 32, situado en la ciudad de Alcoy (Alicante), España, es un edificio residencial de estilo modernista valenciano construido en el año 1901, que fue proyectado por el arquitecto Timoteo Briet Montaud.

## Descripción
El edificio fue realizado por el arquitecto contestano Timoteo Briet Montaud en 1901 para la residencia particular de Antonio Vitoria. El edificio consta de bajo destinado a uso comercial y cuatro alturas, la última de ellas, abuhardillada.
Se trata de una obra primeriza del arquitecto, en concreto, del primer edificio de viviendas que realiza. El edificio cuenta ya con ciertas características modernistas que posteriormente desarrollará en otros muchos edificios. 
Se puede entrever el modernismo valenciano en la ondulación de las barandillas de los balcones con ornamentación vegetal y de forja de hierro en la primera y segunda altura, en los dibujos esgrafiados de la primera altura y en el remate del edificio.